# Canzona
Canzona eller canzone (sång på italienska) är en konstfull lyrikstil och en musikgenre.
Inom poesin är det ett versmått som består av strofer bestående av sju till tjugo sju- och elvastaviga verser. Vanligast är att ha tretton verser med rimställningen ABCABCCDEEDFF, där rad tre, sex, elva och tretton har elva stavelser och resten sju. Stagnelius Uppoffringen följer detta mönster, som på italienska företräddes av bland andra Francesco Petrarca.